# Руслан (корабль)
Руслан считается первым кораблем, прибывшим из России в Палестину после окончания Первой мировой войны. «Руслан» принято считать «первой ласточкой», открывшей период Третьей алии, хотя на самом деле он был одним из последних кораблей, прибывших к берегам Яффы в тот год.

## История

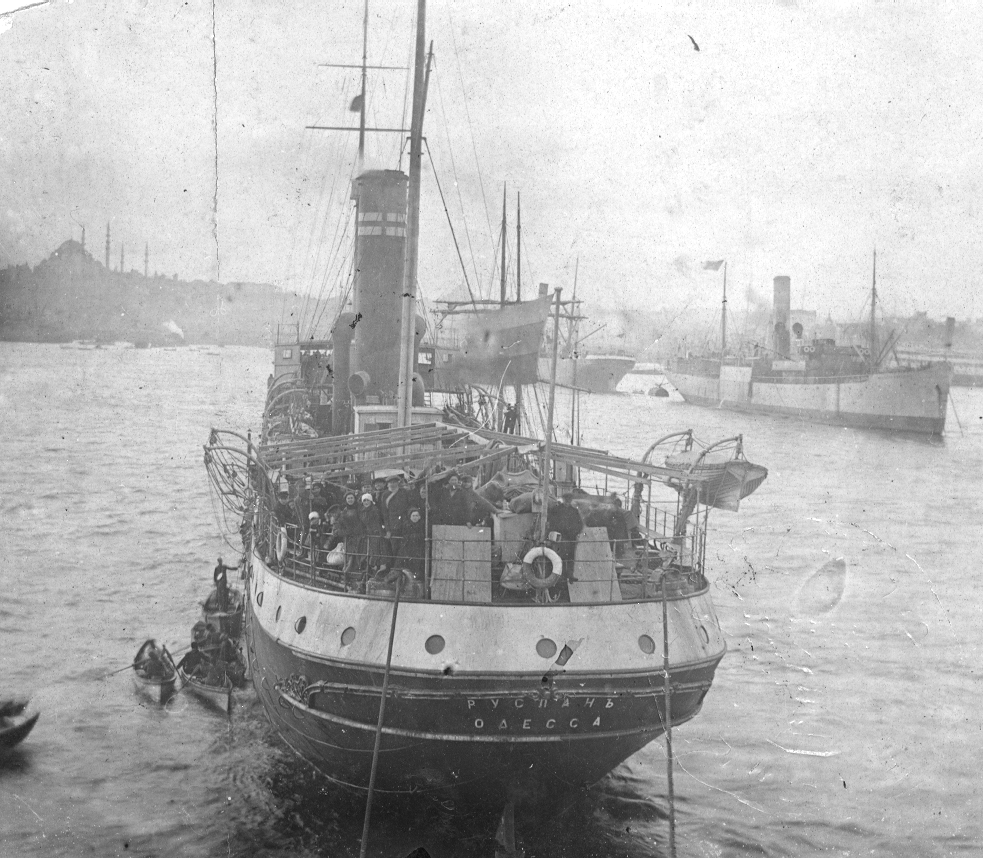
Корабль «Руслан» в порту Кушта (Стамбул) по дороге из Одессы в Палестину, 1919

В 1919 году в Одессе, по разным причинам, собралось большое количество евреев, мечтавших уехать в Палестину. Однако в это время, в разгар Гражданской войны, было практически невозможно как въехать в Россию, так и выехать из неё. У молодых инициативных людей возникла идея. В Одессе находились порядка 170 еврейских беженцев из Цфата и из Тверии. Эти люди были австрийскими подданными, изгнанными из Палестины, которые на телегах добрались до Сирии, потом до Турции, а оттуда на пароходе до Одессы. Там они сидели на своих пожитках и ждали. Так как в 1919 году беженцы уже стали подданными Англии, у которой был мандат на управление Палестиной, группа молодежи обратилась к английскому консулу за помощью в возвращении беженцев домой. Консул согласился помочь и обратился к властям с просьбой предоставить этим евреям разрешение на выезд. Власти не могли отказать в выезде иностранным подданным.
Для ещё 500 евреев подделали удостоверения личности так, как будто они тоже беженцы из Эрец-Исраэль. Их наспех обучили географии Палестины, чтобы в случае допроса они не выдали себя. Все будущие репатрианты владели ивритом и английским и имели при себе удостоверения с фотографиями. В верхней части удостоверений было написано: «Комитет беженцев из Эрец-Исраэль по возвращению их домой». Можно сказать, что это были первые удостоверения нового репатрианта (теудат оле).
«Руслан» отплыл из Одессы и, после пяти недель плаванья, 19 декабря 1919 года, на третий день праздника Ханука, стал на якорь в порту Яффы.

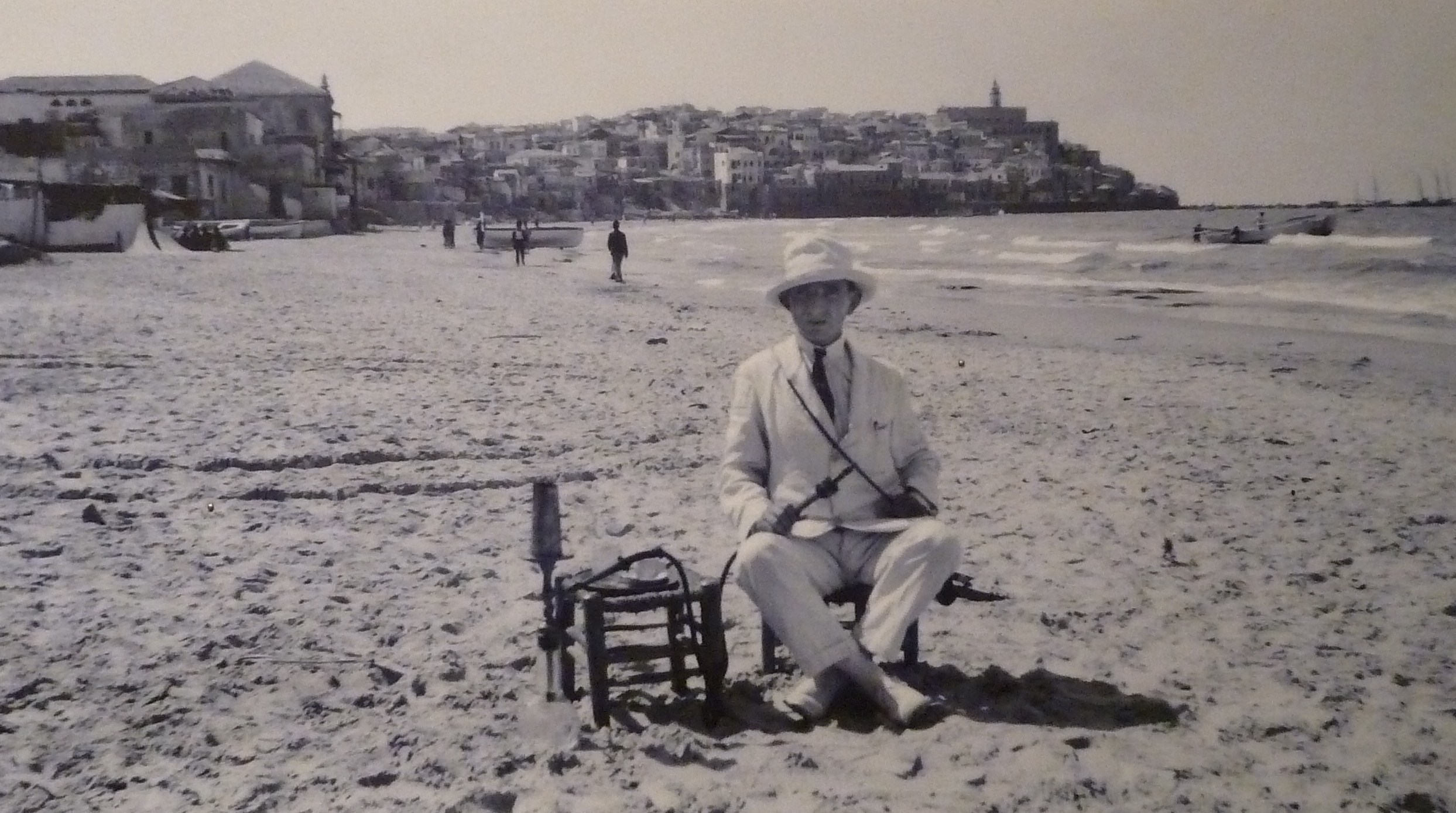
Фотограф Шимон Корбман на берегу Средиземного моря, Яфо, 1920

## Пассажиры „Руслана“
На борту корабля было более 600 пассажиров. Выдающиеся личности в списке пассажиров, оказавшие в последующие годы значительное влияние на Ишув и на Государство Израиль, были причиной того, что именно «Руслан» называют «Мейфлауэром» сионизма. Среди пассажиров «Руслана»: историк Иосиф Клаузнер, архитекторы Зеэв Рехтер и Йегуда Мегидович, будущий редактор газеты «Га-Арец» Моше Йосеф Гликсон, художники Пинхас Литвиновский и Ицхак Френкель, карикатурист Арье Навон, танцовщик Барух Агадати, родители летчицы Зохары Левитов, Исраэль Гури (в будущем член Кнессета и отец поэта Хаима Гури), доктор Хаим Ясский, — главный врач больницы «Хадасса», погибший в медицинском конвое в Хадассу в 1948 году, врач-эпидемиолог Шнеур Авигдори, профессор Арье Достровский, Роза Коэн — мать Ицхака Рабина, Рахель Коэн-Каган, одна из подписавших Декларацию независимости Израиля, и многие другие. На этом корабле вернулись в Палестину поэтесса Рахель и художник Иосиф Константиновский (ивр. יוסף קונסטנט‎, Йосеф Констант). Также на корабле находился Яков Перемен со своей семьёй.
Йосеф Клаузнер соглашался плыть на «Руслане» только при условии, что он возьмёт с собой свою огромную библиотеку. Выполнение этого условия означало, что на борту должно было быть на четыре человека меньше. Организационный комитет долго колебался, но, в конце концов, согласился выполнить это условие, так как репатриация Клаузнера считалась очень важным достижением сионизма.

## Память
В Яффо есть улица «Руслан», названная в честь одноименного корабля.
История «Руслана» описана в книге «אלף לבבות» («Элеф левавот», «Тысяча сердец») Дана Цалки.
В книге Йохи Брандес («Видуй», «Свидетельство») (ивр. יוכי ברנדס, וידוי‎) история «Руслана» рассказана с точки зрения юной девушки.